# Anémone Marmottan
Anémone Marmottan, francoska alpska smučarka, * 25. maj 1988, Bourg-Saint-Maurice, Francija.
Nastopila je na olimpijskih igrah 2010 in 2014, kjer je bila osma in enajsta v veleslalomu ter trinajsta v slalomu. V treh nastopih na svetovnih prvenstvih je najboljšo posamično uvrstitev dosegla leta 2011 s štirinajstim mestom v slalomu, na tem prvenstvu je tudi osvojila zlato medaljo na ekipni tekmi. V svetovnem pokalu je tekmovala osem sezon med letoma 2008 in 2016 ter dosegla eno uvrstitev na stopničke v veleslalomu. V skupnem seštevku svetovnega pokala je bila najvišje na 25. mestu leta 2014, ko je bila tudi šesta v veleslalomskem seštevku.